# Viking Fotballklubb 2012
Questa voce raccoglie le informazioni riguardanti il Viking Fotballklubb nelle competizioni ufficiali della stagione 2012.

## Stagione
Il Viking chiuse il campionato al 5º posto in classifica. L'avventura nella Coppa di Norvegia 2012, invece, si chiuse al quarto turno, con l'eliminazione per mano del Brann. Nel mese di giugno, ci fu l'avvicendamento in panchina tra Åge Hareide e Kjell Jonevret. I calciatori più utilizzati in stagione furono Yann-Erik de Lanlay e Rune Almenning Jarstein, entrambi con 33 presenze (di cui 30 in campionato). Il miglior marcatore assoluto fu Vidar Nisja, con 9 reti (7 in campionato).

## Maglie e sponsor
Lo sponsor tecnico per la stagione 2012 fu Diadora, mentre lo sponsor ufficiale fu Lyse Energi. La prima divisa era composta da una maglietta blu, pantaloncini e calzettoni bianchi. Quella da trasferta era costituita da una maglietta arancione, con pantaloncini blu e calzettoni arancioni.
| Casa | Trasferta |

## Rosa
| N. |                      | Ruolo | Calciatore              |
| -- | -------------------- | ----- | ----------------------- |
| 1  | Norvegia (bandiera)  | P     | Rune Almenning Jarstein |
| 2  | Norvegia (bandiera)  | D     | Trond Erik Bertelsen    |
| 3  | Norvegia (bandiera)  | D     | Johan Lædre Bjørdal     |
| 4  | Svezia (bandiera)    | D     | Björn Andersson         |
| 6  | Norvegia (bandiera)  | D     | Håkon Skogseid          |
| 7  | Danimarca (bandiera) | C     | Martin Ørnskov          |
| 8  | Norvegia (bandiera)  | C     | Vidar Nisja             |
| 9  | Svezia (bandiera)    | A     | Patrik Ingelsten        |
| 10 | Norvegia (bandiera)  | A     | Erik Nevland            |
| 11 | Fær Øer (bandiera)   | A     | Jóan Edmundsson         |
| 12 | Norvegia (bandiera)  | P     | Arild Østbø             |
| 13 | Norvegia (bandiera)  | C     | Christian Landu Landu   |
| 14 | Norvegia (bandiera)  | C     | André Danielsen         |
| 15 | Senegal (bandiera)   | C     | Makhtar Thioune         |
| 15 | Paraguay (bandiera)  | A     | Nery Cardozo            |

| N. |                     | Ruolo | Calciatore          |
| -- | ------------------- | ----- | ------------------- |
| 16 | Norvegia (bandiera) | C     | Yann-Erik de Lanlay |
| 17 | Norvegia (bandiera) | A     | Eirik Jakobsen      |
| 18 | Norvegia (bandiera) | C     | Jon-Helge Tveita    |
| 19 | Ghana (bandiera)    | C     | King Gyan           |
| 20 | Islanda (bandiera)  | D     | Indriði Sigurðsson  |
| 21 | Estonia (bandiera)  | A     | Henri Anier         |
| 22 | Norvegia (bandiera) | C     | Valon Berisha       |
| 23 | Norvegia (bandiera) | A     | Ole Marius Aasen    |
| 24 | Norvegia (bandiera) | P     | Pål Vestly Heigre   |
| 25 | Norvegia (bandiera) | C     | Eirik Schulze       |
| 26 | Norvegia (bandiera) | A     | Veton Berisha       |
| 27 | Norvegia (bandiera) | A     | Trond Olsen         |
| 28 | Norvegia (bandiera) | D     | Kristoffer Haugen   |
| 29 | Norvegia (bandiera) | C     | Henrik Breimyr      |

## Calciomercato

### Sessione invernale(dal 01/01 al 31/03)
| Acquisti | Acquisti                | Acquisti       | Acquisti      |
| R.       | Nome                    | da             | Modalità      |
| -------- | ----------------------- | -------------- | ------------- |
| C        | Andreas Ulland Andersen | Randaberg      | fine prestito |
| C        | Henrik Breimyr          | Aldershot Town | prestito      |
| C        | Martin Ørnskov          | Silkeborg      | definitivo    |
| A        | Henri Anier             | Flora Tallinn  | definitivo    |
| A        | Nery Cardozo            | Rubio Ñu       | prestito      |
| A        | Jóan Edmundsson         | Newcastle Utd  | definitivo    |

| Cessioni | Cessioni                | Cessioni | Cessioni   |
| R.       | Nome                    | a        | Modalità   |
| -------- | ----------------------- | -------- | ---------- |
| P        | Aslak Falch             |          | svincolato |
| C        | Andreas Ulland Andersen |          | svincolato |
| C        | Birkir Bjarnason        |          | svincolato |
| C        | Tommy Knarvik           |          | svincolato |
| C        | Tomasz Sokolowski       |          | svincolato |
| A        | Bengt Sæternes          |          | ritiro     |

### Sessione estiva(dal 01/08 al 31/08)
| Acquisti | Acquisti        | Acquisti | Acquisti   |
| R.       | Nome            | da       | Modalità   |
| -------- | --------------- | -------- | ---------- |
| C        | Makhtar Thioune | Molde    | definitivo |

| Cessioni | Cessioni        | Cessioni       | Cessioni      |
| R.       | Nome            | a              | Modalità      |
| -------- | --------------- | -------------- | ------------- |
| P        | Arild Østbø     | Start          | prestito      |
| C        | Valon Berisha   | Salisburgo     | definitivo    |
| C        | Henrik Breimyr  | Aldershot Town | fine prestito |
| A        | Nery Cardozo    | Rubio Ñu       | fine prestito |
| A        | Jóan Edmundsson | Fredericia     | prestito      |
| A        | Eirik Jakobsen  | Bryne          | prestito      |

## Risultati

### Eliteserien

#### Girone di andata
| Arbitro: | Sælen (Bergen) |

|                       |           |                                  |
| Ondo 12’ Aanestad 59’ | Marcatori | 27’ (aut.) Skjølsvik 84’ Nevland |

| Arbitro: | Døvle (Larvik) |

|               |           |  |
| Danielsen 75’ | Marcatori |  |

| Arbitro: | Hagen (Grue) |

|                       |           |  |
| Sigurðsson 71’ (aut.) | Marcatori |  |

| Arbitro: | Johansen (Brevik) |

|             |           |  |
| Ørnskov 51’ | Marcatori |  |

| Arbitro: | Sandmoen (Kjelsås) |

|                    |           |  |
| Vilsvik 31’ (rig.) | Marcatori |  |

| Arbitro: | Staberg (Harstad) |

|  |           |                         |
|  | Marcatori | 4’ Søderlund 80’ Fevang |

| Bergen 7 maggio 2012, ore 19:00 7ª giornata | Brann                | 0 – 0 referto | Viking | Brann Stadion (10.418 spett.)\| Arbitro: \| Skjerven (Kaupanger) \| |
| Arbitro:                                    | Skjerven (Kaupanger) |               |        |                                                                     |

| Arbitro: | Sælen (Bergen) |

|              |           |                              |
| Patronen 90’ | Marcatori | 13’ Danielsen 81’ Sigurðsson |

| Arbitro: | Hagen (Grue) |

|               |           |                     |
| Andersson 68’ | Marcatori | 3’, 65’ Sigurðarson |

| Arbitro: | Helgerud (Lier) |

|                                                                 |           |               |
| Johansen 26’ Andersen 42’ Koppinen 45’ Nystrøm 75’ Ondrášek 81’ | Marcatori | 86’ de Lanlay |

| Arbitro: | Johnsen (Tønsberg) |

|           |           |  |
| Nisja 87’ | Marcatori |  |

| Arbitro: | Sandmoen (Kjelsås) |

|                                  |           |  |
| Halvorsen 13’ Rafn 38’ Gueye 73’ | Marcatori |  |

| Arbitro: | Sandmoen (Kjelsås) |

|               |           |                                                     |
| Danielsen 21’ | Marcatori | 23’ Fredheim Holm 70’ Dočkal 90’ Chibuike 90’ Prica |

| Arbitro: | Johnsen (Tønsberg) |

|               |           |           |
| Arnefjord 90’ | Marcatori | 88’ Olsen |

| Arbitro: | Døvle (Larvik) |

|                            |           |               |
| Olsen 47’ Vet. Berisha 90’ | Marcatori | 84’ Ri. Riski |

#### Girone di ritorno
| Arbitro: | Edvartsen (Hamar) |

|          |           |                                    |
| Gatt 46’ | Marcatori | 28’ Vet. Berisha 41’ (aut.) Forren |

| Arbitro: | Skjerven (Kaupanger) |

|                                                                       |           |  |
| Vet. Berisha 10’ Nisja 28’ de Lanlay 79’ Skogseid 90’ Landu Landu 90’ | Marcatori |  |

| Arbitro: | Sandmoen (Kjelsås) |

|             |           |                                             |
| Johnsen 56’ | Marcatori | 14’, 18’ Vet. Berisha 38’ Nisja 58’ Ørnskov |

| Arbitro: | Hansen (Feda) |

|                                   |           |  |
| de Lanlay 33’ Olsen 78’ Nisja 84’ | Marcatori |  |

| Arbitro: | Skjerven (Kaupanger) |

|            |           |           |
| Dorsin 90’ | Marcatori | 41’ Nisja |

| Arbitro: | Johnsen (Tønsberg) |

|  |           |          |
|  | Marcatori | 14’ Årst |

| Arbitro: | Skjerven (Kaupanger) |

|                       |           |                                |
| Kaland 29’ Beugre 88’ | Marcatori | 45’ Nevland 83’ (rig.) Thioune |

| Arbitro: | Døvle (Larvik) |

|                                               |           |                         |
| Olsen 36’ Thioune 58’ (rig.) Vet. Berisha 77’ | Marcatori | 56’ Ibrahim 75’ Vilsvik |

| Lillestrøm 29 settembre 2012, ore 18:00 24ª giornata | Lillestrøm   | 0 – 0 referto | Viking | Åråsen Stadion (4.723 spett.)\| Arbitro: \| Hagen (Grue) \| |
| Arbitro:                                             | Hagen (Grue) |               |        |                                                             |

| Arbitro: | Nilsen |

|                  |           |             |
| Vet. Berisha 30’ | Marcatori | 52’ Matland |

| Arbitro: | Hansen (Feda) |

|                       |           |            |
| Bjørdal 26’ Nisja 82’ | Marcatori | 48’ U. Flo |

| Arbitro: | Hagen (Grue) |

|  |           |           |
|  | Marcatori | 70’ Olsen |

| Arbitro: | Hafsås (Trondheim) |

|                      |           |                    |
| Nisja 2’ Ørnskov 61’ | Marcatori | 56’ (aut.) Bjørdal |

| Arbitro: | Johansen (Brevik) |

|                |           |  |
| Andreassen 86’ | Marcatori |  |

| Arbitro: | Skjerven (Kaupanger) |

|                      |           |              |
| Ørnskov 53’ Gyan 56’ | Marcatori | 50’ Ricketts |

### Coppa di Norvegia
| Flekkefjord 1º maggio 2012, ore 18:00 Primo turno                                      | Flekkefjord | 1 – 4 referto                          | Viking | Uenes Stadion |
| \| \| \| \| \| Klungland 52’ \| Marcatori \| 4’ Nevland 7’ Gyan 25’ Anier 80’ Olsen \| |             |                                        |        |               |
|                                                                                        |             |                                        |        |               |
| Klungland 52’                                                                          | Marcatori   | 4’ Nevland 7’ Gyan 25’ Anier 80’ Olsen |        |               |

| Grimstad 10 maggio 2012, ore 18:00 Secondo turno                                     | Jerv      | 1 – 4 (d.t.s.) referto                    | Viking | J.J. Ugland Stadion – Levermyr (602 spett.) |
| \| \| \| \| \| Pepa 45’ \| Marcatori \| 85’, 118’ Nisja 93’ Ørnskov 112’ Jakobsen \| |           |                                           |        |                                             |
|                                                                                      |           |                                           |        |                                             |
| Pepa 45’                                                                             | Marcatori | 85’, 118’ Nisja 93’ Ørnskov 112’ Jakobsen |        |                                             |

| Arbitro: | Tennøy |

|  |           |                    |
|  | Marcatori | 23’, 71’ Andersson |

| Arbitro: | Edvartsen (Hamar) |

|                                |           |                                  |
| Vet. Berisha 60’ de Lanlay 68’ | Marcatori | 55’ Mjelde 90’ Korcsmár 113’ Ojo |

## Statistiche

### Statistiche di squadra
| Competizione      | Punti | In casa | In casa | In casa | In casa | In casa | In casa | In trasferta | In trasferta | In trasferta | In trasferta | In trasferta | In trasferta | Totale | Totale | Totale | Totale | Totale | Totale | DR  |
| Competizione      | Punti | G       | V       | N       | P       | Gf      | Gs      | G            | V            | N            | P            | Gf           | Gs           | G      | V      | N      | P      | Gf     | Gs     | DR  |
| ----------------- | ----- | ------- | ------- | ------- | ------- | ------- | ------- | ------------ | ------------ | ------------ | ------------ | ------------ | ------------ | ------ | ------ | ------ | ------ | ------ | ------ | --- |
| Eliteserien       | 49    | 15      | 10      | 1       | 4       | 25      | 16      | 15           | 4            | 6            | 5            | 16           | 20           | 30     | 14     | 7      | 9      | 41     | 36     | +5  |
| Coppa di Norvegia | -     | 1       | 0       | 0       | 1       | 2       | 3       | 3            | 3            | 0            | 0            | 10           | 2            | 4      | 3      | 0      | 1      | 12     | 5      | +7  |
| Totale            | -     | 16      | 10      | 1       | 5       | 27      | 19      | 18           | 7            | 6            | 5            | 26           | 22           | 34     | 17     | 7      | 10     | 53     | 41     | +12 |

### Statistiche dei giocatori
| Giocatore      | Eliteserien | Eliteserien | Eliteserien | Eliteserien | Coppa di Norvegia | Coppa di Norvegia | Coppa di Norvegia | Coppa di Norvegia | Totale   | Totale | Totale      | Totale     |
| Giocatore      | Presenze    | Reti        | Ammonizioni | Espulsioni  | Presenze          | Reti              | Ammonizioni       | Espulsioni        | Presenze | Reti   | Ammonizioni | Espulsioni |
| -------------- | ----------- | ----------- | ----------- | ----------- | ----------------- | ----------------- | ----------------- | ----------------- | -------- | ------ | ----------- | ---------- |
| O. Aasen       | 0           | 0           | 0           | 0           | 0                 | 0                 | 0                 | 0                 | 0        | 0      | 0           | 0          |
| B. Andersson   | 11          | 1           | 1           | 0           | 2                 | 2                 | 0                 | 0                 | 13       | 3      | 1           | 0          |
| H. Anier       | 16          | 1           | 3           | 0           | 2                 | 1                 | 0                 | 0                 | 18       | 2      | 3           | 0          |
| Val. Berisha   | 16          | 0           | 1           | 0           | 2                 | 0                 | 0                 | 0                 | 18       | 0      | 1           | 0          |
| Vet. Berisha   | 21          | 7           | 1           | 0           | 3                 | 1                 | 1                 | 0                 | 24       | 8      | 2           | 0          |
| T. Bertelsen   | 29          | 0           | 2           | 0           | 2                 | 0                 | 0                 | 0                 | 31       | 0      | 2           | 0          |
| J. Bjørdal     | 21          | 1           | 2           | 0           | 0                 | 0                 | 0                 | 0                 | 21       | 1      | 2           | 0          |
| H. Breimyr     | 1           | 0           | 0           | 0           | 2                 | 0                 | 1                 | 0                 | 3        | 0      | 1           | 0          |
| N. Cardozo     | 0           | 0           | 0           | 0           | 0                 | 0                 | 0                 | 0                 | 0        | 0      | 0           | 0          |
| A. Danielsen   | 27          | 3           | 2           | 0           | 4                 | 0                 | 0                 | 0                 | 31       | 3      | 2           | 0          |
| Y. de Lanlay   | 30          | 3           | 1           | 0           | 3                 | 1                 | 0                 | 0                 | 33       | 4      | 1           | 0          |
| J. Edmundsson  | 2           | 0           | 1           | 0           | 1                 | 0                 | 0                 | 0                 | 3        | 0      | 1           | 0          |
| K. Gyan        | 15          | 1           | 0           | 0           | 2                 | 1                 | 0                 | 0                 | 17       | 2      | 0           | 0          |
| K. Haugen      | 0           | 0           | 0           | 0           | 2                 | 0                 | 0                 | 0                 | 2        | 0      | 0           | 0          |
| P. Heigre      | 0           | 0           | 0           | 0           | 0                 | 0                 | 0                 | 0                 | 0        | 0      | 0           | 0          |
| P. Ingelsten   | 9           | 0           | 0           | 0           | 2                 | 0                 | 0                 | 0                 | 11       | 0      | 0           | 0          |
| E. Jakobsen    | 4           | 0           | 0           | 0           | 1                 | 1                 | 0                 | 0                 | 5        | 1      | 0           | 0          |
| R. Jarstein    | 30          | 0           | 1           | 0           | 3                 | 0                 | 0                 | 0                 | 33       | 0      | 1           | 0          |
| C. Landu Landu | 13          | 1           | 2           | 0           | 3                 | 0                 | 0                 | 0                 | 16       | 1      | 2           | 0          |
| E. Nevland     | 14          | 2           | 2           | 0           | 1                 | 1                 | 0                 | 0                 | 15       | 3      | 2           | 0          |
| V. Nisja       | 27          | 7           | 0           | 0           | 3                 | 2                 | 0                 | 0                 | 30       | 9      | 0           | 0          |
| T. Olsen       | 24          | 5           | 0           | 0           | 3                 | 1                 | 0                 | 0                 | 27       | 6      | 0           | 0          |
| M. Ørnskov     | 28          | 4           | 5           | 0           | 4                 | 1                 | 0                 | 0                 | 32       | 5      | 5           | 0          |
| A. Østbø       | 0           | 0           | 0           | 0           | 1                 | 0                 | 0                 | 0                 | 1        | 0      | 0           | 0          |
| E. Schulze     | 0           | 0           | 0           | 0           | 0                 | 0                 | 0                 | 0                 | 0        | 0      | 0           | 0          |
| I. Sigurðsson  | 24          | 1           | 3           | 0           | 3                 | 0                 | 1                 | 0                 | 27       | 1      | 4           | 0          |
| H. Skogseid    | 27          | 1           | 2           | 0           | 4                 | 0                 | 0                 | 0                 | 31       | 1      | 2           | 0          |
| M. Thioune     | 12          | 2           | 1           | 0           | 0                 | 0                 | 0                 | 0                 | 12       | 2      | 1           | 0          |
| J. Tveita      | 14          | 0           | 0           | 0           | 3                 | 0                 | 0                 | 0                 | 17       | 0      | 0           | 0          |